# Cangrejeras de Santurce 2025 (pallavolo)
Questa voce raccoglie le informazioni riguardanti le Cangrejeras de Santurce nella stagione 2025.

## Stagione
Le Cangrejeras de Santurce disputano la Liga de Voleibol Superior Femenino per la quarta volta, classificandosi al terzo posto in regular season: partecipano quindi ai play-off scudetto, dove superano prima le Valencianas de Juncos ai quarti di finale, poi le Atenienses de Manatí in semifinale, venendo infine sconfitte in sei gare dalle Criollas de Caguas nella finale per lo scudetto.

## Organigramma societario
Area direttiva
- Presidente: Marcos Martínez

Area tecnica
- Allenatore: Pascual Saurín

## Rosa
| N° | Nome               | Ruolo | Data di nascita   | Nazionalità sportiva |
| -- | ------------------ | ----- | ----------------- | -------------------- |
| 2  | Debora Seilhamer   | L     | 10 aprile 1985    | Porto Rico           |
| 4  | Paola Martell      | C     | 22 dicembre 2004  | Porto Rico           |
| 5  | Andrea Rangel      | O     | 19 maggio 1993    | Porto Rico           |
| 6  | Gina Mancuso       | S     | 31 maggio 1991    | Stati Uniti          |
| 6  | Kara McGhee        | C     | 21 giugno 2001    | Stati Uniti          |
| 7  | Ninoshka Vázquez   | S     | -                 | Porto Rico           |
| 8  | Andrea Fuentes     | P     | 12 maggio 1999    | Porto Rico           |
| 9  | Minelis Rivera     | P     | 19 aprile 2002    | Porto Rico           |
| 10 | Lindsay Stalzer    | S     | 25 luglio 1984    | Stati Uniti          |
| 11 | Nydiaris Burgos    | C     | 2 febbraio 1999   | Porto Rico           |
| 11 | Tamara Otene       | S     | 25 settembre 2001 | Nuova Zelanda        |
| 12 | Ashley Vázquez     | P     | 8 gennaio 1993    | Porto Rico           |
| 14 | Neira Ortiz        | C     | 6 luglio 1993     | Porto Rico           |
| 12 | Jenselyn Morales   | C     | 7 giugno 1999     | Porto Rico           |
| 16 | Helena Havelková   | S     | 25 luglio 1988    | Rep. Ceca            |
| 18 | Elayna Ojeda       | O     | 29 maggio 2000    | Porto Rico           |
| 19 | Lyansca Correa     | S     | 19 aprile 2000    | Porto Rico           |
| 20 | Christina Martínez | L     | 24 settembre 2002 | Porto Rico           |

## Mercato
| Acquisti                               | Acquisti           | Acquisti             | Acquisti   |
| R.                                     | Nome               | da                   | Modalità   |
| -------------------------------------- | ------------------ | -------------------- | ---------- |
| C                                      | Nydiaris Burgos    | -                    | definitivo |
| S                                      | Lyansca Correa     | Criollas de Caguas   | definitivo |
| P                                      | Andrea Fuentes     | Changas de Naranjito | definitivo |
| S                                      | Gina Mancuso       | -                    | definitivo |
| L                                      | Christina Martínez | Eastern Illinois     | definitivo |
| O                                      | Elayna Ojeda       | -                    | definitivo |
| P                                      | Minelis Rivera     | Criollas de Caguas   | definitivo |
| S                                      | Lindsay Stalzer    | -                    | definitivo |
| Trasferimenti nel corso della stagione |                    |                      |            |
| C                                      | Kara McGhee        | -                    | definitivo |
| C                                      | Jenselyn Morales   | Mets de Guaynabo     | definitivo |
| S                                      | Tamara Otene       | Georgia Tech         | definitivo |

| Cessioni                               | Cessioni            | Cessioni              | Cessioni   |
| R.                                     | Nome                | a                     | Modalità   |
| -------------------------------------- | ------------------- | --------------------- | ---------- |
| S                                      | McKenzie Adams      | LOVB Atlanta          | definitivo |
| O                                      | Yeliz Askan         | San Diego Mojo        | definitivo |
| C                                      | Nicole Cruz         | Changas de Naranjito  | definitivo |
| C                                      | Shirley Florián     | -                     | ritirata   |
| P                                      | Carli Lloyd         | LOVB Austin           | definitivo |
| S                                      | Mildrelis Rodríguez | Atenienses de Manatí  | definitivo |
| Trasferimenti nel corso della stagione |                     |                       |            |
| C                                      | Nydiaris Burgos     | -                     | svincolata |
| S                                      | Gina Mancuso        | -                     | svincolata |
| S                                      | Lindsay Stalzer     | Valencianas de Juncos | definitivo |
| P                                      | Ashley Vázquez      | -                     | svincolata |

## Risultati

### LVSF

#### Regular season
| 22 gennaio 2025 Coliseo Gelito Ortega, Naranjito      | Changas de Naranjito    | 3 - 1 | Cangrejeras de Santurce | 25-21, 25-17, 26-28, 26-24 |
| 24 gennaio 2025 Coliseo Roberto Clemente, San Juan    | Cangrejeras de Santurce | 3 - 0 | Valencianas de Juncos   | 26-24, 25-8, 25-20         |
| 26 gennaio 2025 Coliseo Roberto Clemente, San Juan    | Cangrejeras de Santurce | 3 - 0 | Criollas de Caguas      | 19-25, 15-25, 16-25        |
| 29 gennaio 2025 Coliseo Juan Aubín Cruz Abreu, Manatí | Atenienses de Manatí    | 3 - 1 | Cangrejeras de Santurce | 25-23, 21-25, 26-24, 25-20 |
| 1º febbraio 2025 Coliseo Roberto Clemente, San Juan   | Cangrejeras de Santurce | 3 - 1 | Mets de Guaynabo        | 25-22, 25-19, 24-26, 25-22 |
| 5 febbraio 2025 Coliseo Roberto Clemente, San Juan    | Cangrejeras de Santurce | 3 - 0 | Changas de Naranjito    | 25-22, 25-23, 25-23        |
| 7 febbraio 2025 Coliseo Rafael Amalbert, Juncos       | Valencianas de Juncos   | 0 - 3 | Cangrejeras de Santurce | 24-26, 23-25, 29-31        |
| 9 febbraio 2025 Coliseo Mario Morales, Guaynabo       | Mets de Guaynabo        | 3 - 0 | Cangrejeras de Santurce | 25-22, 28-26, 25-16        |
| 13 febbraio 2025 Coliseo Roberto Clemente, San Juan   | Cangrejeras de Santurce | 1 - 3 | Atenienses de Manatí    | 26-24, 21-25, 24-26, 20-25 |
| 16 febbraio 2025 Coliseo Mario Morales, Guaynabo      | Mets de Guaynabo        | 3 - 1 | Cangrejeras de Santurce | 26-24, 25-19, 15-25, 25-16 |
| 20 febbraio 2025 Coliseo Gelito Ortega, Naranjito     | Changas de Naranjito    | 0 - 3 | Cangrejeras de Santurce | 24-26, 23-25, 17-25        |
| 27 febbraio 2025 Coliseo Roberto Clemente, San Juan   | Cangrejeras de Santurce | 1 - 3 | Criollas de Caguas      | 24-26, 25-22, 22-25, 23-25 |
| 2 marzo 2025 Coliseo Juan Aubín Cruz Abreu, Manatí    | Atenienses de Manatí    | 1 - 3 | Cangrejeras de Santurce | 22-25, 17-25, 25-19, 22-25 |
| 5 marzo 2025 Coliseo Roberto Clemente, San Juan       | Cangrejeras de Santurce | 3 - 0 | Mets de Guaynabo        | 25-21, 25-23, 25-17        |
| 7 marzo 2025 Coliseo Roberto Clemente, San Juan       | Cangrejeras de Santurce | 3 - 0 | Changas de Naranjito    | 25-22, 25-16, 25-23        |
| 9 marzo 2025 Coliseo Rafael Amalbert, Juncos          | Valencianas de Juncos   | 1 - 3 | Cangrejeras de Santurce | 18-25, 25-23, 17-25, 19-25 |
| 13 marzo 2025 Coliseo Roger L. Mendoza, Caguas        | Criollas de Caguas      | 1 - 3 | Cangrejeras de Santurce | 21-25, 25-21, 16-25, 23-25 |
| 15 marzo 2025 Coliseo Roberto Clemente, San Juan      | Cangrejeras de Santurce | 0 - 3 | Atenienses de Manatí    | 21-25, 20-25, 23-25        |
| 20 marzo 2025 Coliseo Roberto Clemente, San Juan      | Cangrejeras de Santurce | 3 - 0 | Valencianas de Juncos   | 25-20, 25-19, 25-18        |
| 22 marzo 2025 Coliseo Roger L. Mendoza, Caguas        | Criollas de Caguas      | 3 - 0 | Cangrejeras de Santurce | 25-23, 25-18, 25-19        |

#### Play-off
| Quarti di finale (gara 1) - 25 marzo 2025 Coliseo Roberto Clemente, San Juan | Cangrejeras de Santurce | 3 - 2 | Valencianas de Juncos   | 29-27, 22-25, 26-24, 19-25, 15-12 |
| Quarti di finale (gara 2) - 27 marzo 2025 Coliseo Rafael Amalbert, Juncos    | Valencianas de Juncos   | 0 - 3 | Cangrejeras de Santurce | 17-25, 20-25, 19-25               |
| Quarti di finale (gara 3) - 29 marzo 2025 Coliseo Roberto Clemente, San Juan | Cangrejeras de Santurce | 3 - 0 | Valencianas de Juncos   | 25-22, 25-23, 25-17               |
| Semifinali (gara 1) - 6 aprile 2025 Coliseo Juan Aubín Cruz Abreu, Manatí    | Atenienses de Manatí    | 0 - 3 | Cangrejeras de Santurce | 21-25, 23-25, 18-25               |
| Semifinali (gara 2) - 8 aprile 2025 Coliseo Roberto Clemente, San Juan       | Cangrejeras de Santurce | 3 - 0 | Atenienses de Manatí    | 25-20, 25-15, 25-23               |
| Semifinali (gara 3) - 10 aprile 2025 Coliseo Juan Aubín Cruz Abreu, Manatí   | Atenienses de Manatí    | 0 - 3 | Cangrejeras de Santurce | 17-25, 27-29, 18-25               |
| Semifinali (gara 4) - 12 aprile 2025 Coliseo Roberto Clemente, San Juan      | Cangrejeras de Santurce | 3 - 0 | Atenienses de Manatí    | 25-15, 25-17, 25-18               |
| Finale (gara 1) - 24 aprile 2025 Coliseo Roberto Clemente, San Juan          | Cangrejeras de Santurce | 3 - 2 | Criollas de Caguas      | 23-25, 25-13, 25-20, 24-26, 15-7  |
| Finale (gara 2) - 26 marzo 2025 Coliseo Roger L. Mendoza, Caguas             | Criollas de Caguas      | 3 - 0 | Cangrejeras de Santurce | 25-22, 25-22, 25-17               |
| Finale (gara 3) - 27 aprile 2025 Coliseo Roger L. Mendoza, Caguas            | Criollas de Caguas      | 3 - 0 | Cangrejeras de Santurce | 25-22, 25-21, 25-23               |
| Finale (gara 4) - 29 marzo 2025 Coliseo Roberto Clemente, San Juan           | Cangrejeras de Santurce | 0 - 3 | Criollas de Caguas      | 25-27, 18-25, 24-26               |
| Finale (gara 5) - 30 aprile 2025 Coliseo Roger L. Mendoza, Caguas            | Criollas de Caguas      | 0 - 3 | Cangrejeras de Santurce | 18-25, 21-25, 21-25               |
| Finale (gara 6) - 2 maggio 2025 Coliseo Roberto Clemente, San Juan           | Cangrejeras de Santurce | 1 - 3 | Criollas de Caguas      | 25-23, 23-25, 13-25, 21-25        |

## Statistiche

### Statistiche di squadra
| Competizione | Punti | In casa | In casa | In casa | In trasferta | In trasferta | In trasferta | Totale | Totale | Totale |
| Competizione | Punti | G       | V       | P       | G            | V            | P            | G      | V      | P      |
| ------------ | ----- | ------- | ------- | ------- | ------------ | ------------ | ------------ | ------ | ------ | ------ |
| LVSF         | 33    | 17      | 12      | 5       | 16           | 9            | 7            | 33     | 21     | 12     |
| Totale       | -     | 17      | 12      | 5       | 16           | 9            | 7            | 33     | 21     | 12     |

G = partite giocate; V = partite vinte; P = partite perse

### Statistiche dei giocatori
Dati non disponibili.